# Narcisismo saludable
El narcisismo saludable es un sentido positivo de uno mismo que está en consonancia con el bien común. El concepto de narcisismo saludable fue acuñado por primera vez por Paul Federn y cobró importancia en la década de 1970 gracias a las investigaciones de Heinz Kohut y Otto Kernberg.Se desarrolló lentamente a partir de la tradición psicoanalítica y se popularizó a finales del siglo XX.
El concepto de narcisismo saludable se utiliza en psicología clínica y psicología popular como ayuda para la autoafirmación y el éxito.De hecho, se ha sugerido que es útil pensar en un continuo de narcisismo, que va desde el deficiente al saludable y al patológico, con el narcisismo estable y el narcisismo destructivo como puntos intermedios. Trabajos científicos recientes sugieren que el narcisismo saludable refleja una abundancia de características agenciales/de mejora personal y una relativa ausencia de elementos antagónicos/despectivos hacia los demás.

## Investigación moderna

### Concepto de admiración y rivalidad narcisistas (NARC)
El narcisismo, más concretamente el narcisismo grandioso, se ha descrito de diversas maneras como un "arma de doble filo" y una "bendición ambigua", ya que tiene correlatos adaptativos (alta autoestima, asertividad, popularidad) y desadaptativos (violencia, comportamiento antisocial, asunción de riesgos).Esta contradictoria variedad de correlatos llevó al psicólogo Mitja D. Back y sus colegas a idear el concepto de admiración y rivalidad narcisistas (NARC),un modelo basado en teorías normativas de autorregulación. Estas teorías sugieren que los individuos regulan su autoestima mediante dos estrategias: la auto-mejora (promocionarse a sí mismo o promover una visión positiva de uno mismo) y la autoprotección (defenderse de las opiniones negativas sobre uno mismo).Back et al. razonan que, dado que la visión narcisista de uno mismo es exagerada, también deben serlo los procesos de autorregulación. El NARC sugiere que el narcisismo grandioso se compone de dos dimensiones distintas, cada una con un aspecto cognitivo, afectivo-motivacional y conductual:
|                       | Admiración narcisista       | Rivalidad narcisista    |
| --------------------- | --------------------------- | ----------------------- |
| Cognitivo             | Grandiosidad                | Devaluación             |
| Afectivo-motivacional | Búsqueda de la singularidad | Lucha por la supremacía |
| Conductual            | Encanto                     | Agresividad             |

Admiración narcisista (ADM): un estilo exagerado de auto-mejora definido por pensamientos y fantasías grandiosas (cognitivas), un esfuerzo optimista por alcanzar la singularidad personal y un estilo interpersonal asertivo, seguro de sí mismo y encantador (conductual) que conduce a la admiración social y a la adquisición de estatus, especialmente el estatus basado en el prestigio y la competencia. Se cree que la ADM es una estrategia de autorregulación que funciona como un bucle que mantiene el yo grandioso: se cree que los pensamientos grandiosos relacionados con el yo (por ejemplo, "Soy genial", "Soy un genio") se cree que provocan fuertes sentimientos de singularidad, especialidad y superioridad, que promueven el deseo de perseguir y demostrar las supuestas cualidades grandiosas, lo que a su vez da lugar a que se intente demostrar de una manera carismática y segura, lo que da lugar a elogios y refuerzos del ego, que vuelven a desencadenar los pensamientos grandiosos y el ciclo continúa.
Rivalidad narcisista (RIV): una forma exagerada de autoprotección definida por la devaluación de los demás (cognitiva), la lucha por la supremacía relativa sobre los demás (afectivo-motivacional) y un estilo interpersonal insensible, hostil y agresivo (conductual) que conduce al conflicto social y a la pérdida o el desafío del estatus, especialmente el estatus basado en el dominio o la intimidación.La RIV también funciona de forma cíclica, con cogniciones denigrantes (por ejemplo, "la mayoría de la gente es idiota") que dan lugar al deseo de obtener un estatus relativo sobre los demás "menospreciándolos" (es decir, percibiendo e intentando mostrar que los demás son inferiores o inadecuados). Cuando estos esfuerzos fracasan (ya sea por el éxito del "rival" o por la exposición del antagonismo propio), se produce hostilidad y rabia, lo que da lugar a un comportamiento agresivo y degradante que provoca conflicto y ostracismo, tras lo cual el individuo denigra a los demás para proteger su propio ego, comenzando de nuevo el ciclo.
En este sentido, sugieren específicamente que el ADM es un narcisismo saludable, mientras que el RIV se asocia con características más destructivas. Para poner a prueba sus hipótesis, desarrollaron el Cuestionario de Admiración Narcisista y Rivalidad (NARQ) de 18 ítems y una versión corta de 6 ítems (NARQ-S) que evalúa las dos caras del narcisismo y sus facetas cognitivas, afectivas-motivacionales y conductuales.
Todos los aspectos principales del NARC han sido validados empíricamente, y la ADM muestra asociaciones consistentemente fuertes con una alta autoestima, extraversión agencial, apertura a la experiencia, emocionalidad positiva y estatus, mientras que la RIV se relaciona con una autoestima inestable, narcisismo vulnerable, neuroticismo, ira, psicopatía y maquiavelismo. Este patrón de resultados es coherente con la sugerencia de que el ADM, la faceta carismática y de autoengrandecimiento, es una forma saludable de narcisismo.
Una evidencia aún más sólida de que el ADM es un narcisismo saludable proviene de los efectos supresores y los análisis de perfiles latentes. Concretamente, cuando el ADM y el RIV se introducen en modelos de regresión como predictores y se controla su covarianza, el ADM comienza a mostrar correlaciones positivas de pequeña a mediana con la empatía, la confianza, el perdón, la gratitud y la amabilidad, y muestra asociaciones inversas con la vulnerabilidad narcisista y la agresividad (aunque mantiene asociaciones positivas con el sentido de derecho y la manipulación). El análisis de perfiles latentes, que permite detectar grupos o clústeres específicos de individuos basándose en su puntuación en instrumentos psicométricos, ha descubierto que los individuos con puntuaciones altas en ADM pero bajas en RIV muestran la mayor autoestima y empatía, y la menor psicopatía e impulsividad, incluso más que los individuos con puntuaciones bajas en ambas dimensiones. Un segundo grupo con una elevación moderada en ambas facetas mostró los rasgos más inadaptados, mientras que un cuarto grupo aportó algunas pruebas de que los niveles muy altos de ADM pueden neutralizar algunas de las cualidades destructivas de RIV.

## Puntos de vista históricos y teóricos

### Freud sobre el narcisismo normal
Freud consideraba el narcisismo como una parte natural de la naturaleza humana que, llevado al extremo, impide a las personas tener relaciones significativas.Distinguía el narcisismo como "el complemento libidinal del egoísmo del instinto de autoconservación". A esta autoconservación o deseo y energía que impulsa el instinto de supervivencia se refería como un rasgo saludable denominado narcisismo primario.

### Paul Federn
Paul Federn, médico y psicoanalista austriaco, y discípulo de Sigmund Freud, introdujo el concepto de narcisismo saludable en la década de 1930.En 1928, publicó "El narcisismo en la estructura del yo" y, en 1929, "El yo como sujeto y objeto en el narcisismo" (Das Ich als Subjekt und Objekt im Narzissmus).Fue en estas obras donde Federn introdujo el concepto de narcisismo saludable para describir un sentido adecuado del amor propio.

### Heinz Kohut sobre el narcisismo saludable
El narcisismo saludable fue conceptualizado por primera vez por Heinz Kohut, quien utilizó los términos "narcisismo normal" y "derecho narcisista normal" para describir el desarrollo psicológico de los niños. La investigación de Kohut demostró que, si las necesidades narcisistas tempranas se satisfacían adecuadamente, el individuo pasaría a lo que él denominó "una forma madura de autoestima positiva; confianza en uno mismo" o narcisismo saludable.
Según la tradición de Kohut, las características del narcisismo saludable son:
1. Una fuerte autoestima.
2. Empatía hacia los demás y reconocimiento de sus necesidades.
3. Un concepto auténtico de uno mismo.
4. Respeto y amor propios.
5. Valentía para soportar las críticas de los demás sin perder la autoestima positiva.
6. Confianza para fijarse y perseguir metas y hacer realidad las propias esperanzas y sueños.
7. Resiliencia emocional.
8. Orgullo saludable de uno mismo y de los propios logros.
9. Capacidad para admirar y ser admirado.

Neville Symington cuestionó la creencia de Kohut en el narcisismo positivo, argumentando que "no se puede alcanzar el narcisismo positivo sin odio hacia uno mismo o narcisismo negativo". Symington sostenía que "no tiene sentido hablar de egocentrismo saludable", ya que ese es el núcleo del narcisismo.

### Ernest Becker
En su libro ganador del Premio Pulitzer en 1974, La negación de la muerte, el antropólogo Ernest Becker sostenía que "un nivel funcional de narcisismo es inseparable de la autoestima, de un sentido básico de la propia valía".
Según Becker:
El niño que está bien alimentado y es querido desarrolla, como hemos dicho, un sentido de omnipotencia mágica, un sentido de su propia indestructibilidad, un sentimiento de poder demostrado y un apoyo seguro. En el fondo, puede imaginarse a sí mismo como eterno. Podríamos decir que le resulta fácil reprimir la idea de su propia muerte porque está fortificado contra ella en su vitalidad narcisista.
Además, describió el narcisismo saludable como:
Demasiado absorbente e implacable para ser una aberración; expresa el corazón de la criatura: el deseo de destacar, de ser el único en la creación. Cuando se combina el narcisismo natural con la necesidad básica de autoestima, se crea una criatura que tiene que sentirse a sí misma como un objeto de valor primario: la primera en el universo, representando en sí misma toda la vida.

### Ronnie Solan
Ronnie Solan utiliza la metáfora del narcisismo como un sistema inmunológico emocional para proteger la familiaridad y el bienestar del individuo frente a la invasión de sensaciones extrañas (1998) y pequeñas diferencias (Freud 1929-1930).
La inmunización innata oscila entre el bienestar, en presencia de lo familiar, y el estado de alerta y vulnerabilidad, frente a lo desconocido. En la infancia, lo familiar es tentador y lo desconocido es intolerable desde dentro (enfermedad) o desde fuera (alteridad). Por lo tanto, la inmunización narcisista podría compararse con la actividad del sistema inmunológico biológico, que identifica las proteínas familiares de la célula y rechaza las proteínas extrañas (bacterias, virus).
Así, desde la infancia hasta la edad adulta, es inevitable sufrir daños emocionales porque el otro, aunque sea una persona familiar y querida para nosotros, sigue siendo un individuo independiente que afirma su alteridad. El narcisista sano logra actualizar los datos narcisistas (como el conocimiento de lo desconocido) y permite la recuperación de la familiaridad con uno mismo tras las heridas y los dolores psíquicos. El narcisismo sano activa el proceso inmunológico de restauración de la estabilización de la cohesión, la integridad y el vigor del yo y la restauración de la relación con el otro, a pesar de su alteridad.
El funcionamiento deficiente del narcisismo no logra activar estos procesos narcisistas y provoca reacciones destructivas. Así, el individuo mantiene firmemente su ira hacia el otro que lo ofendió y puede romper el contacto con él, incluso hasta el punto de exigir una venganza violenta, aunque este otro pueda serle querido, lo que puede conducir, a través del narcisismo deficiente, a la fragilidad y vulnerabilidad del yo, a una individuación inmadura, a trastornos narcisistas y a fenómenos patológicos.
El narcisismo saludable contribuye a mejorar la inteligencia emocional como parte del proceso de adaptación a los cambios; a intensificar la curiosidad e investigar el entorno; a relacionarse con la alteridad y a mejorar la alegría de vivir. 

### Craig Malkin
Craig Malkin, profesor de psicología en la Facultad de Medicina de Harvard, escribió sobre el narcisismo saludable en su libro "Rethinking Narcissism" (Repensar el narcisismo).Según Malkin,
El narcisismo existe en un espectro y el narcisismo malsano se produce cuando hay una deficiencia de narcisismo, también conocido como ecoísmo, o cuando las personas se vuelven adictas a sentirse especiales, como en el trastorno de personalidad narcisista. 

### Michael Kinsey
En el modelo del psicólogo clínico Michael Kinsey, el narcisismo existe en un continuo, al igual que otros rasgos de la personalidad. La esencia del narcisismo saludable es la capacidad de invertir amor en uno mismo y en otras personas.Por lo tanto, carece del impulso de explotar y causar daño a los demás, como se observa en el trastorno narcisista de la personalidad, en el que el amor se dirige únicamente hacia uno mismo.
Distingue el narcisismo como rasgo del narcisismo patológico. Explica que el narcisismo subclínico no se manifiesta de manera uniforme: 
No todos somos narcisistas de la misma manera ni en el mismo grado, pero todos tenemos tendencias narcisistas. La autoabsorción no solo es universal, sino que también es un aspecto vital de la salud.
Kinsey identifica los principales atributos del narcisismo saludable como:
1. Ser capaz de admirar a los demás y aceptar la admiración.
2. Creer en la importancia de tus contribuciones.
3. Sentir gratitud y aprecio, no culpa.
4. Empatizar con los demás, pero dar prioridad a uno mismo.
5. Encarnar la autoeficacia, la persistencia y la resiliencia.
6. Respetar el yo en los hábitos y límites de salud.
7. Tener confianza en ser visto.
8. Tolerar la desaprobación de los demás.
9. Crear metas y perseguirlas con deseo.
10. Estar atento al mundo exterior.
11. Ser consciente de las emociones.

## Impacto de los gerentes narcisistas saludables frente a los destructivos
Lubit comparó a los gerentes narcisistas saludables con los gerentes narcisistas destructivos en cuanto a su impacto a largo plazo en las organizaciones. 
En una distinción separada pero relacionada, el psicoanalista y antropólogo estadounidense Michael Maccoby defiende a los "narcisistas productivos".  Maccoby postula que los narcisistas productivos son líderes ideales en momentos de agitación socioeconómica. Les atribuye un conjunto de habilidades innatas que él denomina "inteligencia estratégica", que incluye previsión, pensamiento sistémico, visión, motivación y colaboración. Maccoby deja claro que el liderazgo narcisista no conduce necesariamente al éxito, ya que los narcisistas que carecen de inteligencia estratégica acaban fracasando.
| Características                           | Narcisismo saludable                                                                                      | Narcisismo destructivo. |
| ----------------------------------------- | --- | --- |
| Confianza en uno mismo                    | Alta confianza en sí mismo acorde con la realidad.                                                        | Grandioso. |
| Deseo de poder, riqueza y admiración      | Puede disfrutar del poder.                                                                                | Persigue el poder a toda costa, carece de inhibiciones normales en su búsqueda.                                                                 |
| Relaciones                                | Preocupación real por los demás y sus ideas; no explota ni menosprecia a los demás.                       | Se preocupa únicamente por expresar respuestas socialmente apropiadas cuando le conviene; menosprecia y explota a los demás sin remordimientos. |
| Capacidad para seguir un camino coherente | Tiene valores; cumple con sus planes.                                                                     | Carece de valores; se aburre fácilmente; cambia de opinión con frecuencia.                                                                      |
| Fundamentos                               | Infancia saludable con apoyo para la autoestima y límites adecuados en el comportamiento hacia los demás. | Infancia traumática que socava el verdadero sentido de la autoestima y/o le enseña que no necesita ser considerado con los demás.               |